# قاشق‌واش
قاشق‌واش (نام علمی: Alisma plantago-aquatica) یا قاشق شیطان نام یک گونه از تیره قاشق‌واشیان است.